# ابن حجر هیتمی
شهاب‌الدین ابوالعباس احمد بن بدرالدین محمد بن شمس‌الدین محمد بن نورالدین علی بن حَجَر هیتمی سعدی انصاری (۹۰۹ – ۹۷۴ ه‍.ق) فقیه، عالم و مؤلف شافعی است. با این‌که خانواده‌اش را در شمار انصار آورده‌اند اما خود او از انتساب انصاری خودداری می‌کرد. در ۹۲۴ ه‍.ق به جامع الازهر رفت و شاگرد مکتب شاگردان ابن حجر عسقلانی شد. پیش از رسیدن به بیست سالگی ازسوی رملی و طبلاوی و برخی دیگر به او اجازهٔ فتوا و تدریس داده شد. او را «ناشر علوم امام شافعی» گویند. علمای مصر نظریه‌های او را شدیداً نقد می‌کردند تا جایی که به حد تکفیر می‌رسید. آثار و تألیفات او بسیار است. برخی از آن به این ترتیب‌اند:
1. اتمام نعمةالکبری علی العالم بمولد سید ولد آدم
2. الاعلام بقواطع الاسلام
3. تحفة المحتاج فی شرح المنهاج
4. الجواهر المنظم فی زیارة القبر المکرم
5. الصواعق المحرقة فی الرد علی اهل البدع و الزندقة[۱]
6. الإفادة لما جاء في المرض والعيادة
7. الإمداد بشرح الإرشاد
8. .فتح الجواد بشرح الإرشاد
9. إيضاح الأحكام لما يأخذه العمال والحكام
10. الإيضاح والبيان لما جاء في ليلتي الرغائب والنصف من شعبان
11. الإيعاب شرح العُباب
12. تحرير المقال في آداب وأحكام وفوائد يحتاج إليها مؤدبو الأطفال
13. تحفة الزوار إلى قبر النبي المختار
14. تنبيه الأخيار على معضلات وقعت في كتابي الوظائف وأذكار الأذكار
15. حاشية على شرح الإيضاح في مناسك الحج للنووي
16. در الغمامة في در الطيلسان والعذبة والعمامة
17. قرة العين ببيان أن التبرع لا يبطله الدَّين
18. قرة العين ببيان أن التبرع لا يبطله الدَّين
19. المناهل العذبة في إصلاح ما وَهى من الكعبة
20. المنهج القويم بشرح مسائل التعليم
21. الفتاوى الحديثية